# ジョナサン・ハリス
ジョナサン・ハリス（Jonathan Harris,  1914年11月6日 - 2002年11月3日）は、アメリカ合衆国の俳優、声優である。

## 来歴
1914年、ニューヨーク州ニューヨーク市のブロンクス区でロシア系ユダヤ人の家庭に生まれる。決して裕福な家庭だったとは言えず、ジョナサン自身は12歳から薬局の売り子として働いた。一家の貧しい生活の中でも、少し金銭的な余裕が出来れば文化的な視野を広げるために父親がジョナサンを舞台やオペラなどへ連れて行っていたことがジョナサンの演劇への興味を抱かせた。また、かつて薬局の売り子として働いた経験がきっかけで、フォーダム大学へ通った際には薬理学を専攻している。1932年に、もともとの苗字だったロシア系の苗字を正式に“ハリス”と改名し、1936年にフォーダム大学を卒業。卒業後はいくつかの薬局で働いた。しかし演劇への夢を捨て切れず、24歳の時にロングアイランドの劇場へ嘘の履歴書を送って採用にこぎつける。それからしばらく同劇場の演目へ出演し、1942年にブロードウェイ舞台『The Heart of a City』の主役に抜擢された。その後はテレビドラマにおける露出も増え、テレビ俳優としての認知度を得る。特に彼のキャリアで代表作ともなったのが1965年から放映されたSFドラマ『宇宙家族ロビンソン』。もともとは冒険活劇路線で製作されたドラマだったが、途中からバラエティ路線へ方向転換したため、それ以降ジョナサン自身クレジットはレギュラーではなく当初スペシャル・ゲストだったにもかかわらず、主役であるロビンソン一家を差し置いて主役級の扱いとなった。作品自体も好評を得て、現在も尚カルトなファンがいる。しかしそれ以降はタイプキャスト的な役柄にしか恵まれず、これといった代表作があるわけでもなかったが、テレビを中心に精力的に活動を続けてテレビアニメやアニメ映画などの分野で声優としても活躍し、1999年にはピクサーのヒットシリーズ『トイ・ストーリー2』へも声の出演をした。

### 私生活
同郷で幼馴染だったGertrude Bregmanと1938年に結婚し、死去する2002年まで一緒だった。1942年に息子も生まれ1児の父親でもあった。2002年、かつて出演した『宇宙家族ロビンソン』のテレビ映画用の撮影を間近に控えていたが、血栓のために死去した。

## 出演作品

### 映画
- Reign of Terror (1952)
- 流刑の大陸 (1953)
- King Richard II (1954) ※テレビ映画
- 聖なる漁夫 The Big Fisherman (1959)
- Catch Me If You Can (1959)
- ポリスストーリー/ グッドガイの最期 Last of the Good Guys (1978) ※テレビ映画

### 声の出演
- ピノキオ 新しい冒険 Pinocchio and the Emperor of the Night (1987)
- バグズ・ライフ Bug's Life (1998) (マニー)
- トイ・ストーリー2 Toy Story 2 (1999) (修理屋)

### テレビドラマ
- The Chevrolet Tele-Theatre (1949)
- The Web (1950)
- Armstrong Circle Theatre (1951, 1954, 1957)
- Short Short Dramas (1953)
- スタジオ・ワン Studio One (1956, 1957)
- クライマックス! Climax! (1958)
- Colgate Theatre (1958)
- おとぎの国 Shirley Temple's Storybook (1958, 1960)
- ゼネラル・エレクトリック・シアター General Electric Theater (1958, 1959, 1960)
- 怪傑ゾロ Zorro (1959)
- 第三の男 The Third Man (1959 - 1965)
- アウトロー Outlaws (1961)
- トワイライトゾーン Twilight Zone (1961)
- ボナンザ Bonanza (1963)
- 陽気なネルソン The Adventures of Ozzie & Harriet (1964)
- 泥棒貴族 The Rogues (1965)
- 宇宙家族ロビンソン Lost in Space (1965 - 1968)
- The Banana Splits Adventure Hour (1968)
- ミセスと幽霊 The Ghost & Mrs. Muir (1968)
- 奥さまは魔女 Bewitched (1968, 1970)
- 巨人の惑星 Land of the Giants (1970)
- それ行けスマート Get Smart (1970)
- 恋愛専科 Love, American Style (1970, 1971)
- 署長マクミラン McMillan & Wife (1971)
- 四次元への招待 Night Gallery (1971)
- Sanford and Son (1973)
- モンスター・スクワッド Monster Squad (1976)
- スペース・アカデミー Space Academy (1977)
- ベガス Vega$ (1978)
- GALACTICA/ギャラクティカ Battlestar Galactica (1978 - 1979)
- ファンタジー・アイランド Fantasy Island (1979)

### テレビアニメ
- ブラボー火星人 My Favorite Martians (1973)
- 魔法少女レインボーブライト Rainbow Brite (1986)
- Foofur (1986)
- Visionaries: Knights of the Magical Light (1987)
- BraveStarr (1988)
- ダックにおまかせ ダークウィング・ダック Darkwing Duck (1992)
- プロブレム・チャイルド Problem Child (1993)
- フィリックス The Twisted Tales of Felix the Cat (1995)
- マスク・アニメーション The Mask (1996)
- お化けのキャスパー Casper (1996)
- クワック・パック Quack Pack (1996)
- マイティ・ダックス Mighty Ducks (1996)
- Freakazoid! (1996 - 1997)
- スーパーマン Superman (1997)
- エクストリーム・ゴーストバスターズ Extreme Ghostbusters (1997)
- スパイダーマン Spider-Man (1997)
- Channel Umptee-3 (1997)
- アングリー・ビーバーズ The Angry Beavers (1998)
- スペース・レンジャー バズ・ライトイヤー Buzz Lightyear of Star Command (2000)
- Hubert's Brain (2001)